# الدخل المضمون للأشخاص ذوي الإعاقة الشديدة
الدخل المضمون للمعاقين بشدة هو برنامج إقليمي تم إنشاؤه عام 1979 في ألبرتا ، كندا ، والذي يوفر مزايا مالية وصحية للبالغين المؤهلين في ألبرتا الذين تقل أعمارهم عن 65 عامًا، والذين تم تحديدهم قانونيًا على أنهم يعانون من إعاقات شديدة ودائمة تعيق بشكل خطير قدرة الفرد على كسب لقمة العيش.  بلغ إجمالي عدد حالات الدخل المضمون 69785 في عام 2020، وهو ما يمثل 1.6٪ من سكان ألبرتا.  بالنسبة لأولئك المؤهلين للحصول على الدخل المضمون ، تشمل المزايا دفعة شهرية، بالإضافة إلى الوصول إلى عدد من الخدمات و/أو الإعانات، بما في ذلك الوصفات الطبية وخدمات طب الأسنان والبصريات. في عام 2020، كانت الحالات الطبية الأساسية لـ 44.1٪ من متلقي الدخل المضمون مرتبطة بالإعاقات الجسدية، و30.4٪ مرتبطة باضطرابات الأمراض العقلية، و25.4٪ باضطرابات الإدراك،  وكان أكثر من 40٪ من متلقي الدخل المضمون فوق سن الخمسين.  بحلول عام 2020، كان الحد الأقصى لمعدل الدخل المضمون للشخص الواحد 1685 دولارًا كنديًا شهريًا.  تمت فهرسة الدخل المضمون وفقًا لمؤشر أسعار المستهلك في عام 2018، وتم إلغاء فهرسته في عام 2020، ويتم فهرسته مرة أخرى بدءًا من يناير 2023. منذ عام 1998، كان هناك حد أقصى قدره 100000 دولار كندي على مقدار الأصول السائلة التي يمكن لمتلقي الدخل المضمون امتلاكها. يوجد أيضًا استرداد دولار مقابل دولار على أي شكل من أشكال الدخل الإضافي الذي يتجاوز مبلغًا محددًا قد يكسبه أو يتلقاه فرد أو وحدة عائلية تتلقى الدخل المضمون. تشمل هذه التعويضات المساعدات الفيدرالية، مثل إعانة الاستجابة للطوارئ الكندية، وإعانات الإعاقة لخطة معاشات التقاعد الكندية، ودخل الزوج، وإعانات الإعاقة من خلال خطة تأمين خاصة، و/أو إعانات مجلس تعويضات العمال.

## ملخص
أُنشئ البرنامج سنة ١٩٧٩ لتقديم المساعدات المالية والصحية لسكان ألبرتا البالغين من ذوي الإعاقات. وكان أول برنامج من نوعه في البلاد، وقد تميز بعدم وجود حد على الأصول عند إنشائه.
في سنة ٢٠١٠، بلغ عدد المستفيدين ٤١,٦٦٤، وارتفع بحلول تموز ٢٠٢٠ إلى ٦٩,٧٨٥، أي ما يعادل ١,٦٪ من سكان ألبرتا. وبحلول ٢٠٢٠، كان ٨٦,١٪ من المستفيدين غير متزوجين، و٢,٧٪ فقط من الأزواج لديهم أطفال. كانت الحالة الطبية الرئيسية لـ٤٤,١٪ من الحالات مرتبطة بإعاقات جسدية، و٣٠,٤٪ باضطرابات نفسية، و٢٥,٤٪ باضطرابات معرفية. حوالي ١٥,٦٪ من المستفيدين تتراوح أعمارهم بين ٦٠ و٦٤ سنة، و١٥,٤٪ بين ٥٥ و٥٩ سنة، و١١,٢٪ بين ٥٠ و٥٤ سنة. أما سكان ألبرتا الذين يبلغون ٦٥ سنة أو أكثر، فلم يعودوا مؤهلين للحصول على استحقاقات البرنامج، لأنهم يصبحون مؤهلين لبرنامج استحقاقات كبار السن في ألبرتا. وبحلول سنة ٢٠٢٠، بلغ الحد الأقصى لقيمة الاستحقاق الشهري للفرد الواحد ١,٦٨٥ دولارًا كنديًا.
في الانتخابات الإقليمية سنة ٢٠٠٤، أثار البرنامج جدلًا بسبب تعليق أدلى به رئيس الحكومة رالف كلاين، قال فيه عن مجموعة من المستفيدين: "لم يبدُ لي أنهم معاقون".
وفقًا لتقرير بيانات ألبرتا المفتوحة في أيلول ٢٠٢٠، يشترط للتأهل للحصول على استحقاقات البرنامج تقديم دليل على أن الشخص يعاني من إعاقة شديدة ودائمة تمنعه فعليًا من كسب العيش. كما تشمل المعايير تقييم الدخل الحالي والأصول المتوفرة لمقدّم الطلب وشريكه في السكن.
بمجرد الموافقة، يمكن للمستفيد الحصول على الدعم المالي والصحي اللازم ليعيش باستقلالية قدر الإمكان. وتشمل المساعدات بدل معيشة شهري، وبدلات إضافية للأطفال، وبعض المنافع الشخصية. وقد تُمنح بعض هذه المنافع بصفة شهرية منتظمة أو دفعة واحدة فقط.
منذ سنة ٢٠١١ على الأقل، بالإضافة إلى المبلغ الأساسي الشهري، يمكن للمستفيدين من البرنامج أن يكونوا مؤهلين للحصول على بعض المنافع الصحية والدعم مثل معظم الأدوية الموصوفة، وبعض خدمات الأسنان والبصريات والإسعاف، وبعض المساعدات اليومية والمعينات لمرضى السكري. وتشمل المنافع أيضًا فحصًا وتنظيفًا للأسنان كل ستة أشهر، وحشوات الأسنان، وفحصًا دوريًا للعيون ونظارات جديدة كل سنتين، و٤١ دولارًا تقريبًا شهريًا للأشخاص المصابين بالسكري ممن يتبعون نظامًا غذائيًا خاصًا، ورسومًا لبعض خدمات الإسعاف الأرضية. كما توفّر بعض البلديات خيارات تنقّل مدعومة للمستحقين تشمل بطاقة شهرية بأسعار مخفضة.

## الأهلية والخصومات
وفقًا لقانون البرنامج الصادر في ١ أيار ٢٠٠٧ والمحدّث حتى ١ تشرين الثاني ٢٠١٠، يجب أن يكون المتقدّم مقيمًا في ألبرتا ويعاني من إعاقة شديدة ودائمة لا يمكن علاجها وتؤثر بشكل كبير على قدرته على كسب العيش.
يتخذ مدير البرنامج قرار الأهلية استنادًا إلى التقارير الطبية أو النفسية من مختصين. وتُمنح المنافع بناءً على حاجة المتقدم المالية وحالته الصحية. ويتخذ المدير القرار النهائي في ما إذا كان المتقدم سيحصل على بعض أو كل المنافع.
يفقد المستفيد أهليته إذا كانت أصوله السائلة تتجاوز ١٠٠,٠٠٠ دولار كندي، مثل حسابات التوفير أو السندات، ولا يشمل ذلك المنزل الرئيسي أو وسيلة التنقّل. ويُطلب من المستفيدين تقديم تحديث مالي سنوي، يتضمن كشوفات الحسابات المصرفية. وقد أُدخل هذا الحد منذ سنة ١٩٩٨ بعد مخاوف من وجود "أصحاب الملايين" بين المستفيدين.

### الخصومات
يُخصم من استحقاقات المستفيدين كل دولار من دخل إضافي مثل المساعدات الفيدرالية، أو معاش العجز من خطة التقاعد الكندية، أو دخل الزوج، أو التأمين الخاص، أو تعويضات إصابات العمل. في سنة ٢٠١٢، كان يمكن للمستفيد أن يكسب حتى ١,٠٧٢ دولارًا كنديًا شهريًا من العمل دون خصم. ويمكن للعائلات أن تكسب حتى ٢,٦١٢ دولارًا شهريًا.
في نيسان ٢٠١٢، أوضحت الحكومة حدود الدخل من العمل قبل تطبيق الخصم: من يكسب بين ١,٠٧٢ و٢,٠٠٩ دولارًا شهريًا، يُعفى ٥٠٪ من دخله؛ أما من يكسب أكثر من ٢,٠٠٩ دولارًا، فيُخصم كل دولار إضافي من استحقاقاته حتى يصل دخله الإجمالي إلى ٣,٢٢٦ دولارًا. وبالنسبة للعائلات، يُطبّق نفس الإعفاء الجزئي حتى دخل ٣,٣٤٩ دولارًا، ويُخصم كل ما يزيد عن ذلك حتى يصل الدخل الإجمالي إلى ٤,٦٦٦ دولارًا.
في نيسان ٢٠٢٠، أُعيد حساب استحقاقات البرنامج بناءً على المساعدة الكندية الطارئة التي بلغت ٢٠٠٠ دولار شهريًا خلال جائحة كوفيد-١٩. أعلنت حكومة ألبرتا أنه سيتم إعفاء أول ٨٧٥ دولارًا للعائلات من الخصم، وأي مبلغ يزيد عن ذلك يُخصم بنسبة ٧٥٪. أما بالنسبة للأفراد، فتم إعفاء أول ٤٢٠ دولارًا.
أوضح تقرير صحفي في أيار ٢٠٢٠ كيف أن أسرة في مدينة ليثبريدج، حيث يحصل أحد أفرادها المصاب بالشلل الدماغي على استحقاقات البرنامج، بينما تلقى فرد آخر ٢٠٠٠ دولار من المساعدة الطارئة، تم خصم نحو ٩٠٠ دولار من استحقاقات الأسرة. وقالت الأسرة إنهم مدينون للبرنامج بنحو ٣,٢٠٠ دولار مع نهاية الأزمة.
بعض الكنديين يبدأون في تلقي معاش التقاعد الوطني قبل بلوغ سن ٦٥. ويُخصم أي مبلغ يتلقاه المستفيد من هذا المعاش من استحقاقات البرنامج. فمثلًا، من حصل على الحد الأقصى لمعاش العجز البالغ ١,٠٠١,٣٧ دولارًا، تلقّى ٦٨٣,٦٣ دولارًا من البرنامج في سنة ٢٠١٩. وفي سنة ٢٠٢٠، تلقى ١,٣٧٧,٦٦ دولارًا من المعاش، و٢٩٧,٣٤ دولارًا من البرنامج.
تنتهي جميع استحقاقات البرنامج عند بلوغ المستفيد سن ٦٥، إذ يصبح حينها مؤهلًا للحصول على دعم مالي من الحكومة الفيدرالية، مثل معاش الشيخوخة، والمكمل المضمون للدخل، ومعاش التقاعد الكندي.

## التغييرات على الاستحقاقات
بعد فوز أليسون ريدفورد بالانتخابات العامة في ألبرتا سنة ٢٠١٢، زادت استحقاقات البرنامج بمقدار ٤٠٠ دولار شهريًا، لتصل إلى ١,٥٨٨ دولارًا.
في سنة ٢٠١٨، قامت حكومة الحزب الديمقراطي الجديد بقيادة رايتشل نوتلي بربط استحقاقات البرنامج ومساعدات كبار السن بمؤشر أسعار المستهلك، بموجب قانون مكافحة الفقر والدفاع عن ذوي الإعاقات. وابتداءً من كانون الثاني ٢٠١٩، زادت الدفعات لتصل إلى ١,٦٨٥ دولارًا.
في ميزانية ٢٤ تشرين الأول ٢٠١٩ التي قدّمها وزير المالية ترافيس توز خلال رئاسة جيسون كيني للحكومة، تم الإعلان عن تخفيضات في الإنفاق الحكومي، شملت تقليص الوظائف، وتخفيض الضرائب على الشركات، ضمن خطة الحزب للموازنة. وشملت التخفيضات إلغاء ربط البرنامج بمؤشر الأسعار لمدة أربع سنوات، ما أدى إلى تثبيت الاستحقاق الشهري عند ١,٦٨٥ دولارًا بدلًا من زيادته بنسبة ١,٥٧٪ سنويًا، أي نحو ١٠٨ دولارات خلال أربع سنوات. كما تغيرت تواريخ الدفع لتكون في ٢٨ شباط، ١ نيسان، ١ أيار، ١ حزيران، ٣٠ حزيران، ٣١ تموز، ١ أيلول، ٣٠ تشرين الأول، ١ كانون الأول، و٣١ كانون الأول. ومنذ سنة ٢٠٢٠، تم تعديل تواريخ الدفع لتكون في اليوم الأول من كل شهر، وإذا صادف يوم عطلة نهاية أسبوع، يكون الدفع في الجمعة السابقة.
في سنة ٢٠٢٢، أعلنت رئيسة الحكومة دانييل سميث عن إعادة ربط الاستحقاقات بمؤشر الأسعار بدءًا من كانون الثاني ٢٠٢٣، ضمن قانون تخفيف التضخم.

## الوزارة المسؤولة عن البرنامج
كانت وزارة شؤون كبار السن مسؤولة عن البرنامج سابقًا. وفي سنة ٢٠١٢، نُقلت المسؤولية إلى وزارة الخدمات الإنسانية المنشأة حديثًا. وبحلول سنة ٢٠٢٠، أصبحت وزارة الخدمات المجتمعية والاجتماعية هي الجهة المسؤولة عن البرنامج. وفي ٣٠ نيسان ٢٠١٩، تم تعيين راجان ساوني وزيرًا لها خلال حكومة جيسون كيني. وفي سنة ٢٠٢٢، وبعد انتخاب دانييل سميث، أعيدت تسمية الوزارة إلى وزارة كبار السن والخدمات المجتمعية والاجتماعية.

## المقارنات مع البرامج الإقليمية المماثلة
إلى جانب البرنامج في ألبرتا، توجد برامج مماثلة في بريتيش كولومبيا وساسكاتشوان وأونتاريو. في بريتيش كولومبيا يُسمى برنامج المساعدة والتوظيف للأشخاص ذوي الإعاقات، وفي أونتاريو يُسمى برنامج دعم الإعاقة، وفي ساسكاتشوان يُسمى الدخل المضمون للإعاقة. تختلف المنافع حسب الوضع العائلي. على سبيل المثال، يُمنح المستفيد الوحيد في بريتيش كولومبيا مبلغ ١,١٨٣,٤٢ دولارًا شهريًا، والوالد الوحيد مع طفلين ١,٦٠٩,٠٨ دولارًا. أما في ساسكاتشوان، فيتراوح المبلغ بين ٩٨١ إلى ١,١١٤ دولارًا بالإضافة إلى تكلفة الكهرباء. بينما يحد برنامج ألبرتا الأصول الشخصية السائلة بمبلغ ١٠٠,٠٠٠ دولار، فإن الحد في ساسكاتشوان هو ١,٥٠٠ دولار للفرد و٣,٠٠٠ دولار للزوجين من دون أطفال، ويُخصم كل ما يتجاوز ذلك بمعدل دولار مقابل دولار.

## روابط خارجية
- معلومات حكومة ألبرتا حول AISH